# Coronelaps lepidus
Coronelaps lepidus — вид змій родини полозових (Colubridae). Ендемік Бразилії. Це єдиний представник монотипового роду Coronelaps.

## Поширення і екологія
Coronelaps lepidus живуть в атлантичних лісах на сході Бразилії, від Сан-Паулу до Баїї, а також в анклавах в штатах Сеара і Параїба. Живляться безногими земноводними та амфісбенами.